# 仁东村 (湖州市)
仁东村，是浙江省湖州市吴兴区仁皇山街道下辖的一个行政村，由俞家田、沿圩湾、桥东三村合并而成。

## 概况
仁东村由原俞家田、沿圩湾、桥东三个行政村合并而成，东临长兜港、西靠太湖路，下有14个自然村，17个村民小组，总居民住户628户（2021年）。

## 古迹

### 济水桥
位于原沿圩湾行政村塘桥头自然村和任家湾自然村之间，清代单孔平板石桥，宽约2米，跨度约6米，在湖州山歌《游白雀》中有出现。:40-41:70

## 文化

### 桥东青龙
桥东青龙（龙灯）为原白雀乡各村的一种庆典和游艺的民间群众性民俗活动，已被列入湖州市前三批非物质文化遗产代表作扩展项目名录。其中仁东村的桥东青龙队多次参与市区重大活动的展演，远近闻名。

### 宗教
- 兴华庙（黑虎大王庙）：位于原桥东行政村祁庄兜自然村南，处建于清末，文化大革命时期被毁，2000年重建。[6]:151农历正月十二为大王生日，七月十二为大王祭日，当地民众在每年这两天组织庙会纪念大王。[7]

- 龙王庙：原俞家田行政村群益桥东桥堍北面有龙王庙，为小梅口至湖州之路标，1993年左右因修河滩被拆除，于2006年10月重建。每年农历十月初二为其生日。[3]:209

- 卢村关帝庙：现名“华光庙”，俗称“花光庙”，庙中现存清代碑文，在原桥东村境内，现庙址位于原址南约30米处，农历三月十八日祭祀。[3]:210

- 沿圩湾土地庙：原址在今新开河中，1957年新开挖河道时被拆，1998年重建于沿圩湾南湾自然村东南梅诸漾北岸抗洪大堤北，每年农历十月十二日祭祀。[3]:217

- 卢总管：沿圩湾漾滩头村为卢总管出生地和墓葬地。农历二月廿五为总管生日。[6]:38村中有庙供奉卢总管菩萨。[3]:212

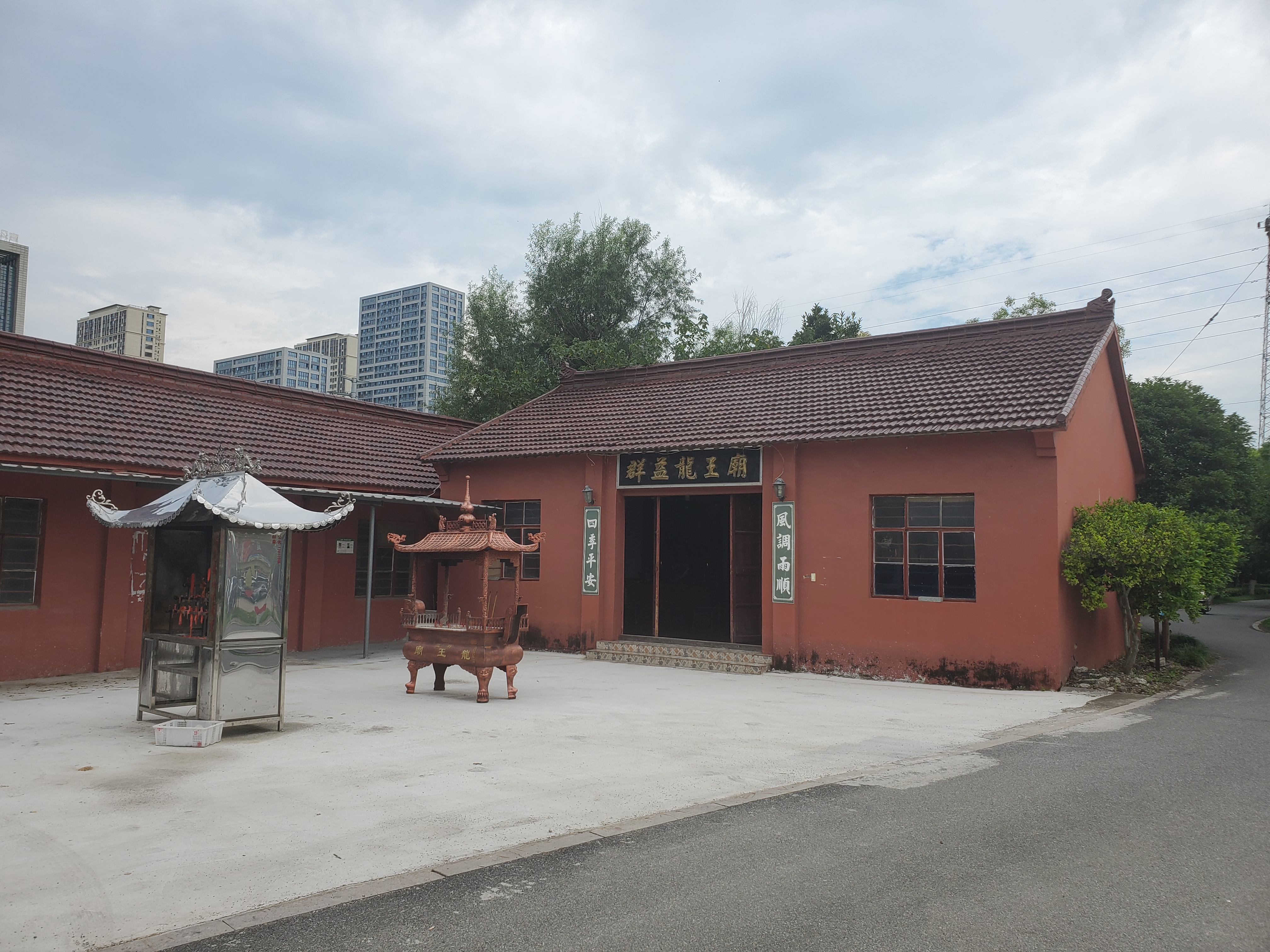
龙王庙
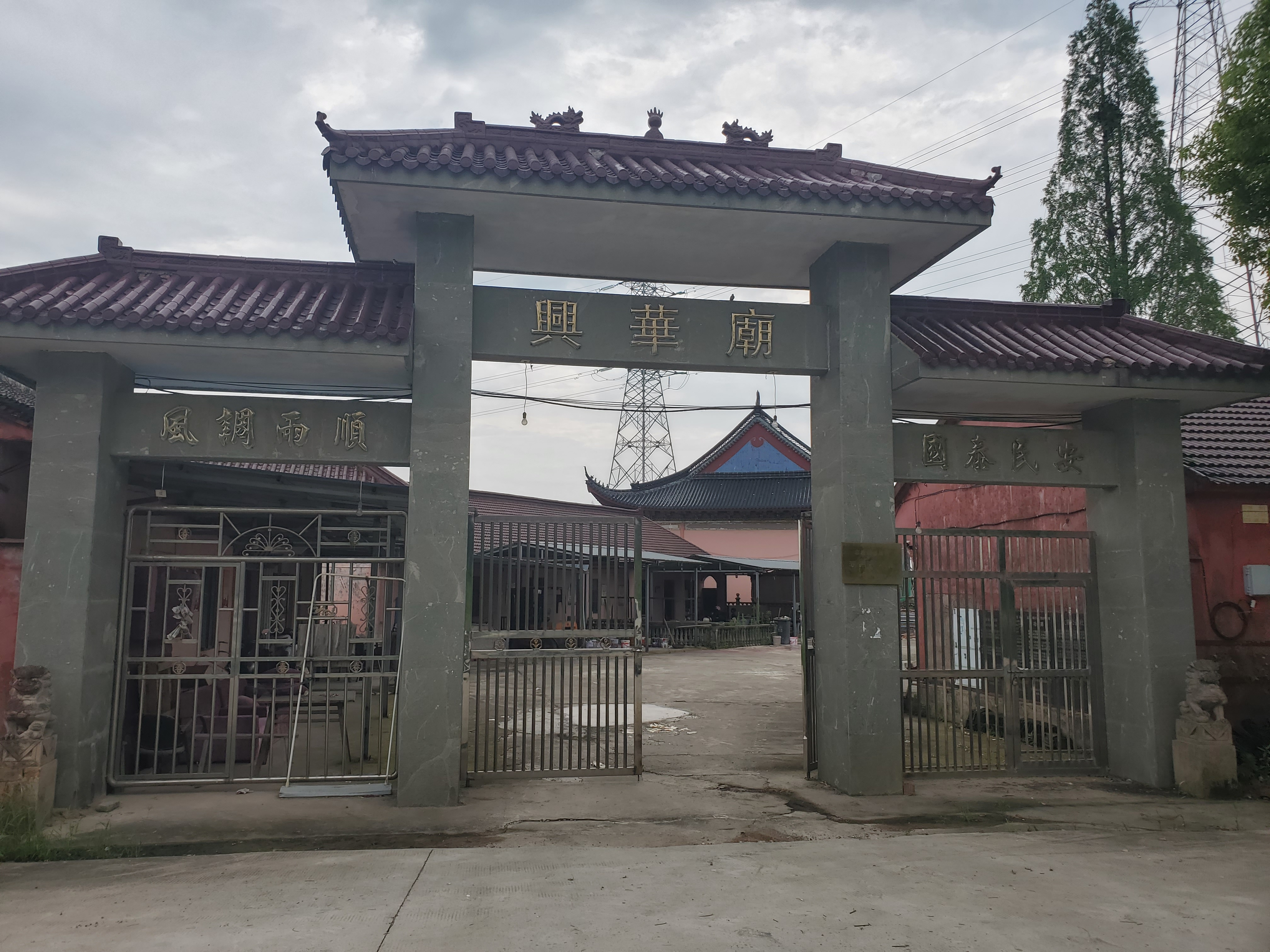
兴华庙（大王庙）
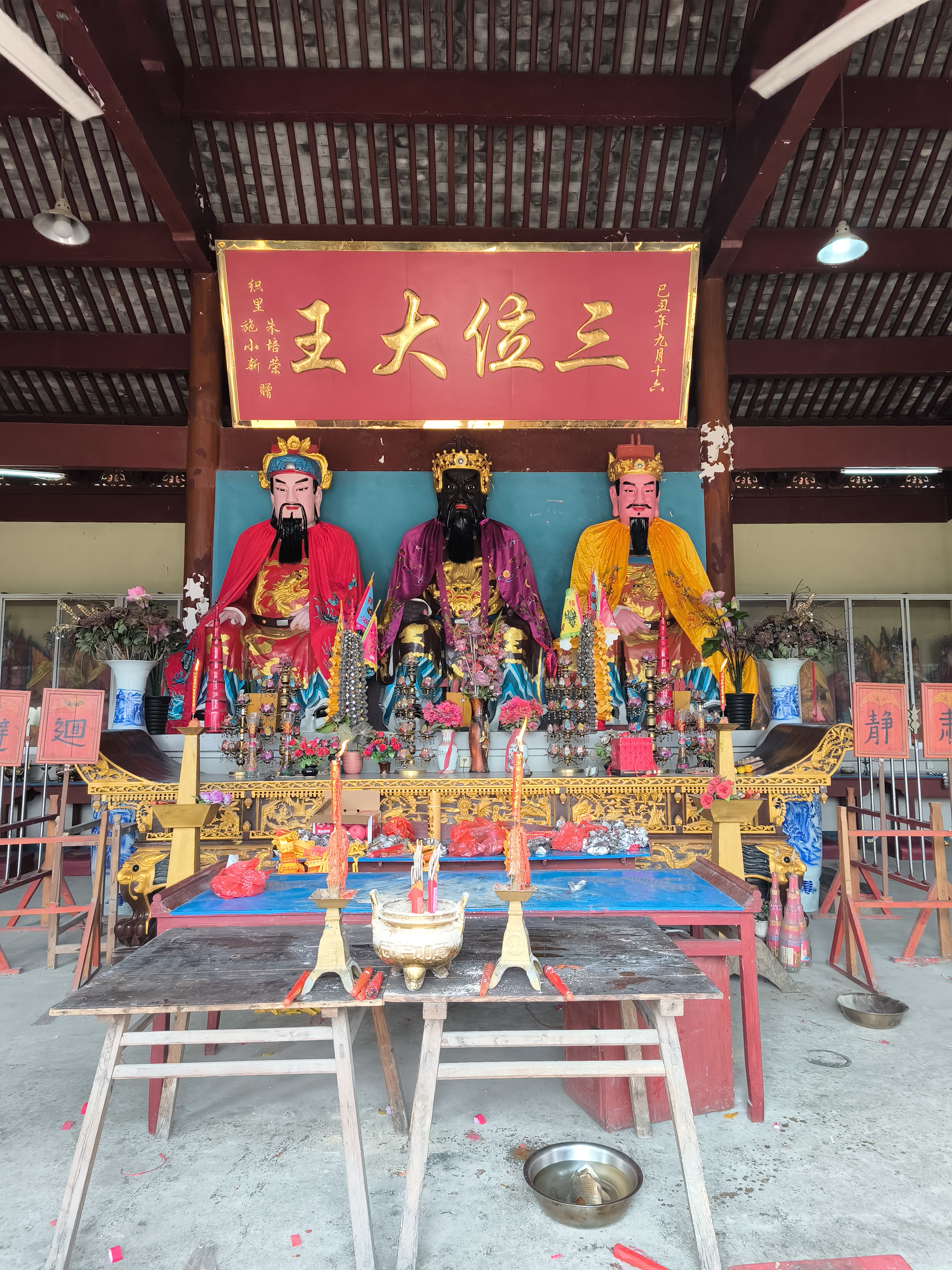
兴华庙供奉的三位大王塑像
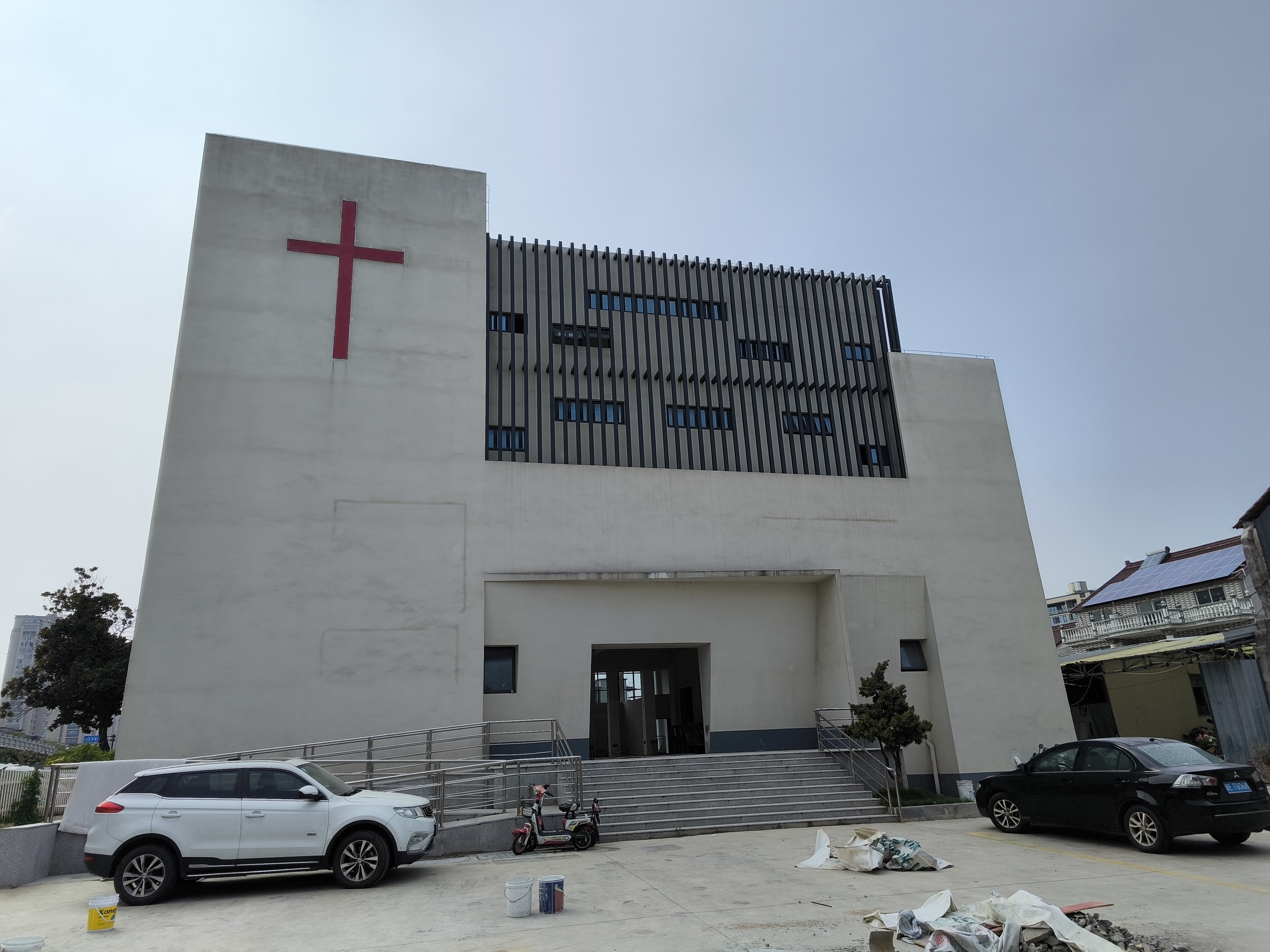
白雀基督教堂